# Grand Prix Formule 1 van Japan 1998
De Grand Prix Formule 1 van Japan 1998 werd gehouden op 1 november 1998 op Suzuka.

## Uitgangspositie in het WK
Mika Häkkinen was leider met vier punten voorsprong op Michael Schumacher.
Wanneer Häkkinen voor Schumacher bleef was hij sowieso wereldkampioen,  wanneer hij tweede zou worden achter Schumacher was hij geen kampioen omdat ze beide evenveel overwinningen zouden hebben net als 2de plaatsen en dat de 3de plaatsen de doorslaggevende factor zal zijn bij een gelijkstand. Schumacher kon kampioen worden wanneer hij won, of wanneer hij tweede werd en Häkkinen 3de of lager zou eindigen.

## De race
Michael Schumacher had pole-position, voor Mika Häkkinen.
Omdat Jarno Trulli zijn motor af liet slaan werd de start afgebroken en kon men opnieuw beginnen.
Bij de tweede start ging het mis voor Michael Schumacher,  nu liet hij zijn motor afslaan en kon bij de derde start achteraan plaatsnemen.
Voor Mika Häkkinen viel de druk grotendeels weg  en bij de derde start nam hij makkelijk de leiding in de wedstrijd.
Michael Schumacher begon aan een inhaalrace, maar kon alleen hopen dat Mika Häkkinen uit zou vallen.
Echter was het Schumacher die uiteindelijk moest opgeven dankzij een klapband, toen hij over brokstukken afkomstig van een botsing tussen Takagi en Tuero was gereden.
Mika Häkkinen was daarmee al tijdens de race zeker van zijn eerste wereldtitel.

## Uitslag
| Positie | Nummer | Rijder                | Team                | Ronden | Tijd/Opgave     | Startplaats | Punten |
| ------- | ------ | --------------------- | ------------------- | ------ | --------------- | ----------- | ------ |
| 1       | 8      | Mika Häkkinen         | McLaren-Mercedes    | 51     | 1'27:23.4       | 2           | 10     |
| 2       | 4      | Eddie Irvine          | Ferrari             | 51     | +6.491          | 4           | 6      |
| 3       | 7      | David Coulthard       | McLaren-Mercedes    | 51     | +27.662         | 3           | 4      |
| 4       | 9      | Damon Hill            | Jordan-Mugen-Honda  | 51     | +1:13.491       | 8           | 3      |
| 5       | 2      | Heinz-Harald Frentzen | Williams-Mecachrome | 51     | +1:13.857       | 5           | 2      |
| 6       | 1      | Jacques Villeneuve    | Williams-Mecachrome | 51     | +1:15.867       | 6           | 1      |
| 7       | 14     | Jean Alesi            | Sauber-Petronas     | 51     | +1:36.053       | 12          |        |
| 8       | 5      | Giancarlo Fisichella  | Benetton-Playlife   | 51     | +1:41.302       | 10          |        |
| 9       | 6      | Alexander Wurz        | Benetton-Playlife   | 50     | +1 Ronde        | 9           |        |
| 10      | 15     | Johnny Herbert        | Sauber-Petronas     | 50     | +1 Ronde        | 11          |        |
| 11      | 11     | Olivier Panis         | Prost-Peugeot       | 50     | +1 Ronde        | 13          |        |
| 12      | 12     | Jarno Trulli          | Prost-Peugeot       | 48     | +3 Rondes       | 14          |        |
| NF      | 22     | Shinji Nakano         | Minardi-Ford        | 40     | Gaspedaal       | 20          |        |
| NF      | 3      | Michael Schumacher    | Ferrari             | 31     | Banden          | 1           |        |
| NF      | 21     | Toranosuke Takagi     | Tyrrell-Ford        | 28     | Botsing         | 17          |        |
| NF      | 23     | Esteban Tuero         | Minardi-Ford        | 28     | Botsing         | 21          |        |
| NF      | 18     | Rubens Barrichello    | Stewart-Ford        | 25     | Hydraulica      | 16          |        |
| NF      | 19     | Jos Verstappen        | Stewart-Ford        | 21     | Versnellingsbak | 19          |        |
| NF      | 17     | Mika Salo             | Arrows              | 14     | Hydraulica      | 15          |        |
| NF      | 10     | Ralf Schumacher       | Jordan-Mugen-Honda  | 13     | Motor           | 7           |        |
| NF      | 16     | Pedro Diniz           | Arrows              | 2      | Spin            | 18          |        |
| NQ      | 20     | Ricardo Rosset        | Tyrrell             | 0      | niet gestart    |             |        |

## Wetenswaardigheden
- Mika Häkkinen leidde de race van start tot finish.
- Het was de laatste race voor Tyrrell.

## Statistieken
| Pole-position | Michael Schumacher | Ferrari | 1:36.293 |
| Snelste ronde | Michael Schumacher | Ferrari | 1:40.190 |

## Noot
- Dit was de eerste wereldtitel voor Mika Häkkinen en de tweede wereldtitel voor een Finse coureur. Hiermee was Häkkinen de 27ste coureur die wereldkampioen werd.

1976 · 1977 · 1987 · 1988 · 1989 · 1990 · 1991 · 1992 · 1993 · 1994 · 1995 · 1996 · 1997 · 1998 · 1999 · 2000 · 2001 · 2002 · 2003 · 2004 · 2005 · 2006 · 2007 · 2008 · 2009 · 2010 · 2011 · 2012 · 2013 · 2014 · 2015 · 2016 · 2017 · 2018 · 2019 · 2022 · 2023 · 2024 · 2025